# NRL 2014
Die NRL 2014 war die siebzehnte Saison der National Rugby League, der australisch-neuseeländischen Rugby-League-Meisterschaft. Den ersten Tabellenplatz nach Ende der regulären Saison belegten die Sydney Roosters, die im Halbfinale gegen die South Sydney Rabbitohs ausschieden. Diese gewannen im Finale 30:6 gegen die Canterbury-Bankstown Bulldogs und gewannen damit zum ersten Mal die NRL.

## Tabelle
Siehe NRL 2014/Ergebnisse für eine vollständige Liste aller Ergebnisse der regulären Saison.
|      | Team                          | Spiele | Siege | Unent. | Ndlg. | Spiel- punkte | Diff. | Tabellen- punkte |
| ---- | ----------------------------- | ------ | ----- | ------ | ----- | ------------- | ----- | ---------------- |
| 01.  | Sydney Roosters               | 24     | 16    | 0      | 8     | 615:385       | + 230 | 36               |
| 02.  | Manly-Warringah Sea Eagles    | 24     | 16    | 0      | 8     | 502:399       | + 103 | 36               |
| 03.  | South Sydney Rabbitohs        | 24     | 15    | 0      | 9     | 585:361       | + 224 | 34               |
| 04.  | Penrith Panthers              | 24     | 15    | 0      | 9     | 506:426       | + 80  | 34               |
| 05.  | North Queensland Cowboys      | 24     | 14    | 0      | 10    | 596:406       | + 190 | 32               |
| 06.  | Melbourne Storm               | 24     | 14    | 0      | 10    | 536:460       | + 76  | 32               |
| 07.  | Canterbury-Bankstown Bulldogs | 24     | 13    | 0      | 11    | 446:439       | + 7   | 30               |
| 08.  | Brisbane Broncos              | 24     | 12    | 0      | 12    | 549:456       | + 93  | 28               |
| 09.  | New Zealand Warriors          | 24     | 12    | 0      | 12    | 571:491       | + 80  | 28               |
| 010. | Parramatta Eels               | 24     | 12    | 0      | 12    | 477:580       | - 103 | 28               |
| 011. | St. George Illawarra Dragons  | 24     | 11    | 0      | 13    | 469:528       | - 59  | 26               |
| 012. | Newcastle Knights             | 24     | 10    | 0      | 14    | 463:571       | - 108 | 24               |
| 013. | Wests Tigers                  | 24     | 10    | 0      | 14    | 420:631       | - 211 | 24               |
| 014. | Gold Coast Titans             | 24     | 9     | 0      | 15    | 372:538       | - 166 | 22               |
| 015. | Canberra Raiders              | 24     | 8     | 0      | 16    | 466:623       | - 157 | 20               |
| 016. | Cronulla-Sutherland Sharks    | 24     | 5     | 0      | 19    | 334:613       | - 279 | 14               |

- Da in dieser Saison jedes Team zwei Freilose hatte, wurden nach der Saison zur normalen Punktezahl noch 4 Punkte dazugezählt.

## Tabellenverlauf
Unterstrichene Zahlen kennzeichnen ein Freilos.
|                               | 1 | 2 | 3 | 4 | 5 | 6  | 7  | 8  | 9  | 10 | 11 | 12 | 13 | 14 | 15 | 16 | 17 | 18 | 19 | 20 | 21 | 22 | 23 | 24 | 25 | 26 |
| ----------------------------- | - | - | - | - | - | -- | -- | -- | -- | -- | -- | -- | -- | -- | -- | -- | -- | -- | -- | -- | -- | -- | -- | -- | -- | -- |
| Sydney Roosters               | 0 | 2 | 4 | 4 | 4 | 4  | 6  | 8  | 10 | 10 | 12 | 14 | 16 | 18 | 20 | 20 | 20 | 22 | 24 | 24 | 26 | 28 | 30 | 32 | 34 | 36 |
| Manly-Warringah Sea Eagles    | 0 | 2 | 4 | 6 | 6 | 8  | 10 | 12 | 12 | 14 | 16 | 16 | 18 | 20 | 22 | 24 | 24 | 26 | 28 | 30 | 32 | 32 | 34 | 34 | 36 | 36 |
| South Sydney Rabbitohs        | 2 | 2 | 2 | 2 | 4 | 6  | 6  | 8  | 10 | 10 | 12 | 14 | 16 | 18 | 20 | 20 | 20 | 22 | 24 | 26 | 28 | 30 | 32 | 32 | 34 | 34 |
| Penrith Panthers              | 2 | 2 | 4 | 4 | 6 | 6  | 8  | 8  | 10 | 12 | 14 | 16 | 18 | 20 | 22 | 22 | 24 | 26 | 26 | 26 | 28 | 30 | 32 | 32 | 32 | 34 |
| North Queensland Cowboys      | 2 | 2 | 2 | 2 | 4 | 4  | 4  | 6  | 8  | 10 | 10 | 12 | 12 | 14 | 14 | 16 | 16 | 18 | 20 | 22 | 24 | 26 | 26 | 28 | 30 | 32 |
| Melbourne Storm               | 2 | 4 | 6 | 6 | 6 | 8  | 8  | 8  | 10 | 12 | 14 | 14 | 14 | 16 | 18 | 18 | 20 | 20 | 22 | 24 | 26 | 26 | 28 | 30 | 30 | 32 |
| Canterbury-Bankstown Bulldogs | 0 | 2 | 2 | 4 | 6 | 8  | 10 | 12 | 14 | 16 | 16 | 18 | 18 | 18 | 20 | 22 | 24 | 26 | 26 | 26 | 26 | 26 | 28 | 30 | 30 | 30 |
| Brisbane Broncos              | 2 | 4 | 4 | 6 | 6 | 6  | 8  | 8  | 8  | 10 | 12 | 14 | 16 | 18 | 18 | 18 | 20 | 20 | 22 | 22 | 22 | 24 | 24 | 26 | 28 | 28 |
| New Zealand Warriors          | 0 | 0 | 2 | 4 | 4 | 4  | 4  | 6  | 8  | 8  | 10 | 12 | 12 | 14 | 16 | 18 | 20 | 22 | 22 | 22 | 24 | 26 | 26 | 26 | 28 | 28 |
| Parramatta Eels               | 2 | 2 | 2 | 4 | 6 | 8  | 8  | 8  | 10 | 12 | 14 | 14 | 16 | 18 | 18 | 18 | 20 | 20 | 20 | 22 | 24 | 26 | 26 | 28 | 28 | 28 |
| St. George Illawarra Dragons  | 2 | 4 | 6 | 6 | 6 | 6  | 8  | 8  | 8  | 8  | 10 | 10 | 12 | 12 | 14 | 16 | 18 | 20 | 20 | 22 | 22 | 22 | 24 | 26 | 26 | 26 |
| Newcastle Knights             | 0 | 0 | 0 | 2 | 2 | 4  | 4  | 4  | 4  | 4  | 6  | 6  | 6  | 6  | 8  | 10 | 12 | 14 | 14 | 16 | 16 | 18 | 20 | 20 | 22 | 24 |
| Wests Tigers                  | 0 | 2 | 4 | 4 | 6 | 8  | 10 | 10 | 10 | 12 | 12 | 14 | 16 | 16 | 18 | 20 | 20 | 20 | 22 | 22 | 22 | 22 | 22 | 22 | 22 | 24 |
| Gold Coast Titans             | 2 | 2 | 4 | 6 | 8 | 10 | 10 | 12 | 12 | 12 | 14 | 14 | 14 | 14 | 16 | 18 | 18 | 20 | 20 | 20 | 20 | 20 | 20 | 20 | 20 | 22 |
| Canberra Raiders              | 0 | 2 | 2 | 4 | 4 | 4  | 6  | 6  | 6  | 6  | 8  | 8  | 8  | 10 | 10 | 10 | 12 | 14 | 14 | 14 | 14 | 14 | 14 | 16 | 18 | 20 |
| Cronulla-Sutherland Sharks    | 0 | 0 | 0 | 0 | 2 | 2  | 2  | 4  | 4  | 4  | 4  | 6  | 6  | 8  | 8  | 10 | 12 | 12 | 12 | 14 | 14 | 14 | 14 | 14 | 14 | 14 |

## Playoffs

### Ausscheidungs/Qualifikationsplayoffs
| 12. September 20:00 | Manly-Warringah Sea Eagles                                                                      | 24 : 40        | South Sydney Rabbitohs | Allianz Stadium, Sydney Zuschauer: 25.733 Schiedsrichter: Shayne Hayne, Gavin Badger |
| 12. September 20:00 | Versuche: Stewart 64. erh. Lyon 68. erh. Symonds 75. erh. Blair 79. erh. Erhöhungen: Lyon (4/4) | (0:22) Bericht | Versuche: Reynolds 11. erh., 42. erh. Johnston 35. n.erh., 55. erh. Keary 18. erh. Tuqiri 27. erh. Walker 52. erh. Erhöhungen: Reynolds (6/7) | Allianz Stadium, Sydney Zuschauer: 25.733 Schiedsrichter: Shayne Hayne, Gavin Badger |

| 13. September 17:55 | Sydney Roosters                                                                             | 18 : 19       | Penrith Panthers | Allianz Stadium, Sydney Zuschauer: 23.449 Schiedsrichter: Jared Maxwell, Henry Perenara |
| 13. September 17:55 | Versuche: Jennings 31. erh. Kenny-Dowall 46. erh. Pearce 74. erh. Erhöhungen: Maloney (3/3) | (6:4) Bericht | Versuche: Whare 52. erh., 77. erh. Mansour 25. n.erh. Erhöhungen: Soward (2/3) Straftritte: Soward (1/1) 58. Dropgoals: Soward 80. | Allianz Stadium, Sydney Zuschauer: 23.449 Schiedsrichter: Jared Maxwell, Henry Perenara |

| 13. September 19:55 | North Queensland Cowboys | 32 : 20        | Brisbane Broncos                                                                             | 1300SMILES Stadium, Townsville Zuschauer: 25.120 Schiedsrichter: Gerard Sutton, Ben Cummins |
| 13. September 19:55 | Versuche: Cooper 9. erh., 38. erh. Linnett 12. erh. Lui 19. erh. Morgan 65. erh. Erhöhungen: Thurston (5/5) Straftritte: Thurston (1/1) 71. | (24:0) Bericht | Versuche: Kahu 54. n.erh., 59. n.erh. Barba 52. erh. Vidot 72. erh. Erhöhungen: Parker (2/4) | 1300SMILES Stadium, Townsville Zuschauer: 25.120 Schiedsrichter: Gerard Sutton, Ben Cummins |

| 14. September 16:10 | Melbourne Storm           | 4 : 28         | Canterbury-Bankstown Bulldogs                                                                                  | AAMI Park, Melbourne Zuschauer: 19.230 Schiedsrichter: Matt Cecchin, Gavin Morris |
| 14. September 16:10 | Versuche: Waqa 46. n.erh. | (0:24) Bericht | Versuche: Lafai 17. erh., 37. erh., 75. n.erh. Eastwood 6. erh. Hodkinson 13. erh. Erhöhungen: Hodkinson (4/5) | AAMI Park, Melbourne Zuschauer: 19.230 Schiedsrichter: Matt Cecchin, Gavin Morris |

### Viertelfinale
| 19. September 20:00 | Sydney Roosters | 31 : 30         | North Queensland Cowboys                                                                                         | Allianz Stadium, Sydney Zuschauer: 18.355 Schiedsrichter: Shayne Hayne, Gavin Badger |
| 19. September 20:00 | Versuche: Tupou 16. erh., 26. erh. Pearce 3. erh. Jennings 21. erh. Maloney 31. erh. Erhöhungen: Maloney (5/5) Dropgoals: Maloney 76. | (30:12) Bericht | Versuche: Lowe 35. erh. Cooper 38. erh. Thurston 46. erh. Lui 50. erh. Scott 56. erh. Erhöhungen: Thurston (5/5) | Allianz Stadium, Sydney Zuschauer: 18.355 Schiedsrichter: Shayne Hayne, Gavin Badger |

| 20. September 19:50 | Manly-Warringah Sea Eagles                                                                                     | 17 : 18 n. V.  | Canterbury-Bankstown Bulldogs                                                                                           | Allianz Stadium, Sydney Zuschauer: 28.186 Schiedsrichter: Gerard Sutton, Ben Cummins |
| 20. September 19:50 | Versuche: Hodges 40. erh. Stewart 65. erh. Blair 71. n.erh. Erhöhungen: Lyon (2/3) Dropgoals: Cherry-Evans 79. | (6:16) Bericht | Versuche: Brown 10. n.erh. Thompson 14. erh. Perrett 18. erh. Erhöhungen: Hodkinson (2/3) Dropgoals: Hodkinson 75., 84. | Allianz Stadium, Sydney Zuschauer: 28.186 Schiedsrichter: Gerard Sutton, Ben Cummins |

### Halbfinale
| 26. September 20:00 | South Sydney Rabbitohs | 32 : 22         | Sydney Roosters                                                                                    | ANZ Stadium, Sydney Zuschauer: 52.592 Schiedsrichter: Gerard Sutton, Ben Cummins |
| 26. September 20:00 | Versuche: Inglis 52. erh., 65. erh. Tuqiri 20. erh. Johnston 30. erh. Teʻo 44. erh. Erhöhungen: Reynolds (5/5) Straftritte: Reynolds (1/1) | (12:12) Bericht | Versuche: Minichiello 8. erh., 80. n.erh. Pearce 5. erh. Guerra 79. erh. Erhöhungen: Maloney (3/4) | ANZ Stadium, Sydney Zuschauer: 52.592 Schiedsrichter: Gerard Sutton, Ben Cummins |

| 27. September 20:00 | Penrith Panthers                                                             | 12 : 18        | Canterbury-Bankstown Bulldogs                                                        | ANZ Stadium, Sydney Zuschauer: 46.168 Schiedsrichter: Shayne Hayne, Gavin Badger |
| 27. September 20:00 | Versuche: Moylan 40. erh. Watene-Zelezniak 72. erh. Erhöhungen: Soward (2/2) | (6:12) Bericht | Versuche: Graham 15. erh. Jackson 27. erh. Finucane 58. erh. Erhöhungen: Lafai (3/3) | ANZ Stadium, Sydney Zuschauer: 46.168 Schiedsrichter: Shayne Hayne, Gavin Badger |

### Grand Final
| 5. Oktober 2014 19:35 | South Sydney Rabbitohs | 30 : 6        | Canterbury-Bankstown Bulldogs                           | ANZ Stadium, Sydney Zuschauer: 83.833 Schiedsrichter: Shayne Hayne, Ben Cummins |
| 5. Oktober 2014 19:35 | Versuche: Johnston 20. n.erh. Burgess 56. erh. Auva'a 73. erh. Reynolds 78. erh. Inglis 80. n.erh. Erhöhungen: Reynolds (3/5) Straftritte: Reynolds (2/2) 27., 64. | (6:0) Bericht | Versuche: Williams 49. erh. Erhöhungen: Hodkinson (1/1) | ANZ Stadium, Sydney Zuschauer: 83.833 Schiedsrichter: Shayne Hayne, Ben Cummins |

| 1                  | Greg Inglis     |
| 2                  | Alex Johnston   |
| 3                  | Dylan Walker    |
| 4                  | Kirisome Auva'a |
| 5                  | Lote Tuqiri     |
| 6                  | Luke Keary      |
| 7                  | Adam Reynolds   |
| 8                  | George Burgess  |
| 21                 | Apisai Koroisau |
| 10                 | Dave Tyrrell    |
| 11                 | Ben Teʻo        |
| 12                 | John Sutton     |
| 13                 | Sam Burgess     |
| Auswechselspieler: |                 |
| 14                 | Jason Clark     |
| 15                 | Kyle Turner     |
| 16                 | Chris McQueen   |
| 17                 | Thomas Burgess  |

| 1                  | Sam Perrett     |
| 2                  | Corey Thompson  |
| 3                  | Josh Morris     |
| 4                  | Timoteo Lafai   |
| 5                  | Mitch Brown     |
| 6                  | Josh Reynolds   |
| 7                  | Trent Hodkinson |
| 8                  | Aiden Tolman    |
| 19                 | Moses Mbye      |
| 10                 | James Graham    |
| 11                 | Josh Jackson    |
| 12                 | Tony Williams   |
| 13                 | Greg Eastwood   |
| Auswechselspieler: |                 |
| 14                 | Tim Browne      |
| 15                 | Dale Finucane   |
| 16                 | David Klemmer   |
| 17                 | Frank Pritchard |

## Statistik
Meiste erzielte Versuche
|    | Name          | Versuche | Verein                     |
| -- | ------------- | -------- | -------------------------- |
| 1. | Jarryd Hayne  | 20       | Parramatta Eels            |
| 2. | Semi Radradra | 19       | Parramatta Eels            |
| 3. | Jarrod Croker | 18       | Canberra Raiders           |
| 4. | Peta Hiku     | 17       | Manly-Warringah Sea Eagles |
| 4. | Sisa Waqa     | 17       | Melbourne Storm            |
| 4. | Alex Johnston | 17       | South Sydney Rabbitohs     |
| 4. | Manu Vatuvei  | 17       | New Zealand Warriors       |

Meiste erzielte Punkte
|    | Name               | Punkte | Verein                   |
| -- | ------------------ | ------ | ------------------------ |
| 1. | Johnathan Thurston | 208    | North Queensland Cowboys |
| 2. | James Maloney      | 207    | Sydney Roosters          |
| 3. | Jarrod Croker      | 202    | Canberra Raiders         |
| 4. | Adam Reynolds      | 175    | South Sydney Rabbitohs   |
| 5. | Shaun Johnson      | 163    | New Zealand Warriors     |